# L'Oiseau bleu (revue)
Pour les articles homonymes, voir Oiseau bleu (homonymie).

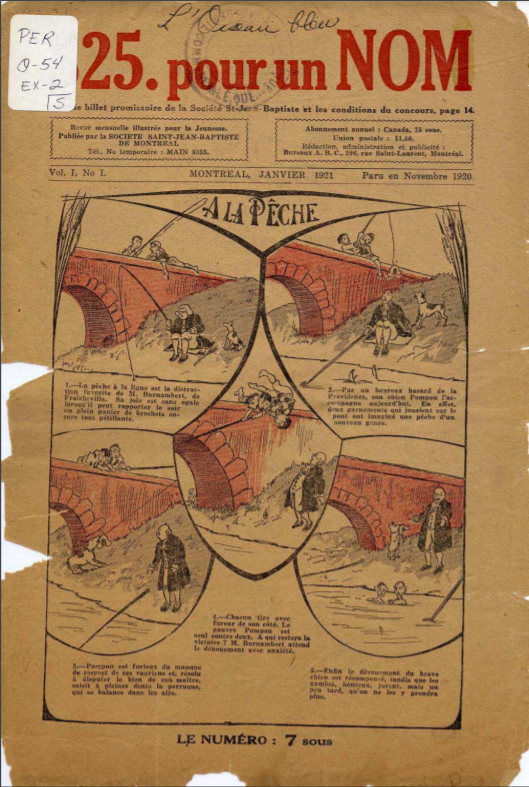
Le premier numéro de la revue paraît en novembre 1920, sans titre officiel, mais est daté de janvier 1921. Un titre provisoire, « $25. pour un NOM » annonce un concours tenu par l'éditeur afin de lui trouver son nom définitif.

L'Oiseau bleu est la première revue québécoise dont le contenu est entièrement destiné à la jeunesse. Elle est publiée entre 1920 et 1940 par la Société Saint-Jean-Baptiste.

## Contexte historique, fondation et disparition
Le début du XXe siècle au Québec est marqué par des préoccupations concernant le travail des enfants et leur éducation. Des conditions sociales plus favorables font en sorte qu'un nombre grandissant d'enfants savent lire et écrire. Or, l'absence presque complète de littérature québécoise qui leur est destinée force les libraires à importer des œuvres américaines et européennes.
La Société Saint-Jean-Baptiste fonde la revue dans le but de répondre aux besoins de lecture des jeunes et pour leur présenter du contenu qui, selon eux, répond mieux aux valeurs québécoises de l'époque. Bien que le premier numéro est publié en novembre 1920, ce dernier est daté du 1er janvier 1921 dans le but de permettre à l'éditeur de le faire circuler dans l'attente de trouver du financement publicitaire et des abonnements. L'engouement pour la revue se fait assez vite sentir. Dès 1925, elle est tirée à 7000 exemplaires grâce, entre autres, à une réduction du coût d'abonnement et une autorisation de dépôt dans les écoles. À son apogée, en 1932, la revue est même imprimée à 15000 exemplaires par tirage.
Cependant, des déficits accumulés forcent l'éditeur à doubler le coût d'abonnement et à couper la rémunération des auteurs. Ces décisions ont pour conséquence de faire chuter les abonnements. Ainsi, pour l'année 1936, le tirage par exemplaire tombe à 5000. La Société Saint-Jean-Baptiste décide alors de mettre fin à la publication de la revue au mois de mai 1940. Le dernier numéro paraît en juillet de la même année.

## Influence sur la littérature jeunesse au Québec
L'Oiseau bleu sonne le coup d'envoi d'autres publications entièrement adressées à la jeunesse canadienne-française, telles que L'Abeille (1925-1947), qui deviendra par la suite Abeille – Hérauts (1947-1964). L'Oiseau bleu « est généralement considéré comme l'événement fondateur de la littérature pour la jeunesse au Québec ». C'est d'ailleurs dans ses pages qu'est publié, à partir de 1923 et sous forme de feuilleton dans 12 numéros, le roman Les Aventures de Perrine et Charlot de l'écrivaine et bibliothécaire québécoise Marie-Claire Daveluy, longtemps considéré comme un modèle pour les auteurs québécois de littérature jeunesse.